# オーハラライデイングパーク
オーハラライデイングパークは千葉県いすみ市にある乗馬クラブ。ドイツの乗馬雑誌に紹介され、ドイツからの観光客が増えている。森林に囲まれたロケーションが気に入られている。殆んど都内からの会員だが、ビジターでも乗馬ができるので人気がある。